# Philomé Obin
Pour les articles homonymes, voir Obin.
Philomé Obin, né le 20 juillet 1892 au Limbé et décédé le 6 août 1986 au Cap-Haïtien, est un peintre haïtien.

## Biographie
Né en 1892, Philomé Obin a été un peintre à plein temps depuis la première exposition de son œuvre par le Centre d’Art en 1945. Ses tableaux d’une précision géométrique et en même temps poétique sont aussi appréciés en Europe qu’en Amérique du Nord. Son atelier au Cap-Haïtien était le lieu de rencontre d’une école de  peintres dont faisaient partie non seulement les nombreux membres de sa famille mais encore une douzaine d’autres artistes locaux dont les styles ont été inspirés par le maître.
Avec Castera Bazile, Préfète Duffaut, Toussaint Auguste, Rigaud Benoit et Wilson Bigaud, il fait partie du groupe de peintres qui décorent en 1950 la cathédrale Sainte-Trinité de l’Église épiscopale à Port-au-Prince, détruite par le séisme de janvier 2010. Philomé Obin avait peint une Crucifixion (dans l'abside) et la Dernière Cène (dans le transept nord).
Les œuvres de Philomé Obin ont été exposées dans plusieurs musées à travers le monde, tels que :
- The Brooklyn Museum, Brooklyn, New York
- The Milwaukee Art Institute, Milwaukee, Wisconsin
- The New Orleans Museum of Art, Nouvelle Orleans, Louisiane
- Museum Oswald d’Art, Amsterdam, Hollande
- Duke University, Durham, Caroline du Nord
- Museum of Art of La Jolla, La Jolla, Californie
- Hayward Gallery, Londres, Angleterre
- Society for the Arts, Palm Beach, Floride
- Pan American Union
- Musée d’art National, Port-au-Prince, Haïti
- The Lockwood Mathers Mansion Museum, Norwalk, Connecticut

Ses tableaux font partie des collections permanentes des musées suivants :
- The Milwaukee Art Museum
- Waterloo Museum
- Figge Art Museum